# 酸無水物
酸無水物（さんむすいぶつ）とは、オキソ酸2分子が脱水縮合した化合物の総称。単に酸無水物といった場合にはカルボン酸無水物を指すことが多い。カルボン酸のような有機酸だけでなく、硫酸、硝酸、リン酸といった無機酸も酸無水物を形成する。また、複数価のオキソ酸が分子内で脱水縮合した酸無水物もある。

## 解説
多くの酸無水物は反応性が非常に高く、通常は水の存在下で速やかに加水分解し、2分子のオキソ酸となる。ただし、リン酸無水物の構造は ADP、ATP などに見られるように比較的安定で、この2例の他にもいくつかの生体物質に見られる。
異なる2種類のカルボン酸、あるいはカルボン酸とスルホン酸など、違う種類の酸が脱水縮合した構造の酸無水物は混合酸無水物と呼ばれる。酸ハロゲン化物と酸の塩との反応などで得られる。
（例）{\displaystyle {\ce {{RC(=O)Cl}+ R'CO2Na -> {RC(=O)OC(=O)R'}+ {NaCl}}}}

## 酸無水物の例

### カルボン酸無水物
- 無水酢酸
- 無水コハク酸
- 無水フタル酸
- 無水マレイン酸
- 無水安息香酸

### 硫酸の無水物
- 二硫酸（ピロ硫酸）
- 三酸化硫黄

スルホン酸の無水物
- トリフルオロメタンスルホン酸無水物

### 硝酸の無水物
- 五酸化二窒素

### リン酸の無水物
- ピロリン酸（二リン酸）
- 五酸化二リン（十酸化四リン）

### 亜リン酸の無水物
- 三酸化二リン

### ヒ酸の無水物
- 五酸化二ヒ素

### 亜ヒ酸の無水物
- 三酸化二ヒ素